# Patricia Mayoulou
 (mai 2023).
Si vous disposez d'ouvrages ou d'articles de référence ou si vous connaissez des sites web de qualité traitant du thème abordé ici, merci de compléter l'article en donnant les références utiles à sa vérifiabilité et en les liant à la section « Notes et références ».
Patricia Mayoulou (31 juillet 1981) est une handballeuse congolaise.

## Carrière sportive
Elle est membre de l'équipe nationale de la République Démocratique du Congo et a participé au Championnat du monde de handball féminin 2015 au Danemark.